# 克里斯·库克
克里斯·库克（英語：Chris Cook，1979年5月5日—），英国男子游泳运动员。他曾代表英格兰参加2006年英联邦运动会游泳比赛，获得二枚金牌和一枚银牌。他也曾参加2004年和2008年夏季奥运会。